# Prakrit
Prakrit (Sanskrit, प्राकृत, n., prākṛta) (auch mittelindische Sprachen genannt) ist die Bezeichnung für diejenigen indoarischen Sprachen, die in der sprachgeschichtlichen Entwicklung auf das Altindische folgen. Sie wurden etwa in der Zeit vom 6. Jahrhundert v. Chr. bis zum 11. Jahrhundert n. Chr. gesprochen.

## Verhältnis zum Sanskrit
Die Bezeichnung Prakrit (natürlich) gewinnt als Gegensatz zum Terminus Sanskrit Bedeutung: Sanskrit (kultiviert, gepflegt) ist die vom Grammatiker Panini kodifizierte komplizierte Sprache der oberen Gesellschaftsschichten, Literatursprache, und vor allem die Sprache der brahmanischen Überlieferung. Dagegen handelt es sich bei Prakrits um die der gesprochenen Sprache der breiten Bevölkerung nahekommenden Dialekte, die in Schriftzeugnissen verschiedener Art belegt sind.
Oft wurde und wird behauptet, dass die Prakrits sich aus dem Sanskrit entwickelt hätten. Das Sanskrit ist aber nur einer von vielen indoarischen Dialekten, die sich aus dem Proto-Indoarischen entwickelt haben. Auch wenn das Sanskrit die mittelindischen Dialekte beeinflusst hat, so haben sich diese doch unabhängig aus dem Proto-Indoarischen entwickelt.
Gerade um sich von den größtenteils im Sanskrit verfassten Werken des Brahmanismus abzuheben, wurden wohl die Prakrits von den neu entstandenen Religionsgemeinschaften (besonders Jainismus und Buddhismus) als Mittel ihrer Überlieferung gewählt. Die neuen Religionen wandten sich auch an die breiten Massen, mit Hilfe des nicht exklusiven Prakrits als idealem Kommunikations- und Missionsmittel. Auch sie wurden von Grammatikern beschrieben. In Dramen verwenden verschiedene Personen unterschiedliche Prakrit-Dialekte, um soziale Unterschiede auszudrücken. Selbstverständlich war das Sanskrit Angehörigen der obersten Kasten vorbehalten.

## Verschiedene Sprachen
Pali ist die Sprache des Tripitaka. Es hat eine Sonderstellung, da es in der Forschung weitgehend von den folgenden sogenannten literarischen Prakrits getrennt behandelt wird. Obwohl die Überlieferung des historischen Buddha in Pali erfolgte, sprach er selbst wahrscheinlich Ardhamagadhi. In der Region des antiken Gandhara wurde Gandhari gesprochen, das bis 1943 „nordwestliches Prakrit“ genannt worden war.
Unter den literarischen Prakrits werden sechs Dialekte unterschieden, die in der Literatur belegt sind. Die Bezeichnungen entstammen den indischen Grammatikern, auf deren Beschreibungen im Fall nur spärlicher Überlieferungen viele unserer Kenntnisse beruhen, zum Beispiel bei der Magadhi.
1. Magadhi, belegt in Dramen und der Jogimara-Inschrift
2. Ardha-Magadhi, belegt im Kanon der Shvetambara-Jainas
3. Maharashtri, u. a. belegt in jüngeren Texten der Jainas
4. Shauraseni, belegt in Dramen
5. Jaina-Shauraseni, belegt in Texten der Digambara-Jainas
6. Paishachi, dessen einziger bekannter Zeuge, die Brihatkatha, verloren ist und das sonst nur von Grammatikern beschrieben und zitiert wurde.

## Prakrits der Ashoka-Inschriften
Eine ältere Entwicklungsstufe verschiedener Prakrits ist zudem in den Ashoka-Inschriften aus dem 3. Jahrhundert v. Chr. repräsentiert. Diese ältesten Schriftzeugnisse Indiens wurden in verschiedenen Regionen des Reiches des Ashoka aufgestellt und haben weitgehend den gleichen Inhalt. Sie weisen regional verschiedene Varianten von Ashokas Amtssprache auf, die uns Aufschluss über die Eigenschaften, besonders die lautlichen, der damals in den entsprechenden Gebieten gesprochenen Dialekte geben.

## Apabhramsa
Apabhramsa ist der Überbegriff für die jüngsten mittelindischen Sprachen, die zwischen dem 5. und 11. Jahrhundert n. Chr. gesprochen wurden. Mit abnehmendem Alter werden die Prakrit-Sprachen immer laut- und formenärmer und entfernen sich so zunehmend vom gemeinsamen Ursprung. Die modernen indoarischen Sprachen (zum Beispiel Hindustani (Hindi), Bengali und Panjabi) leiten sich über die Zwischenstufe des Apabhramsa von den Prakrits her.

## Sprachliche Charakteristika
Prakrits lassen sich gut mit dem Sanskrit vergleichen und anhand der Unterschiede von ihm beschreiben. (Dem entspräche z. B. die Beschreibung des Italienischen anhand der Unterschiede zum Lateinischen.)

### Lautlehre
Die Gesamtheit der Prakrits hat einen Großteil der Abweichungen vom Sanskrit gemeinsam. Es fällt vor allem die umfassende Tendenz zur Assimilation von Konsonantengruppen auf, des Weiteren der Wegfall der silbenbildenden r und l und der Diphthonge ai und au und das Zusammenfallen der drei Sibilanten (Zischlaute) in einen.
Dazu kommen die Kürzung aller Vokale vor Doppelkonsonanten oder Anusvara („Morengesetz“) und das Auslautgesetz, nach dem im Auslaut nur Vokale oder Anusvara stehen können.

### Grammatik
Die komplizierte Grammatik des Sanskrit findet sich in den Prakrits radikal vereinfacht wieder. Die Anzahl der Kategorien ist stark reduziert, und auch der im Sanskrit erhaltene Formenreichtum des Indoarischen ist größtenteils verallgemeinerten Endungsreihen gewichen. Dafür gibt es verschiedene Gründe, vor allem natürlich die lautgesetzlichen Veränderungen: Durch die Vereinfachung des Lautsystems würden sich in den Prakrits häufig mehrdeutige Formen ergeben.
Hier ein Beispiel: Es könnte ein prakritisches puttā aus der im Sanskrit erscheinenden Form Abl. Sg. putrāt oder Nom. Pl. putrāḥ entstanden sein. Diesen Mehrdeutigkeiten wird entgegengetreten durch Schaffung neuer Endungsreihen, indem nach der Lautveränderung weiterhin unmissverständliche Endungen der verschiedenen (vokalischen, konsonantischen und pronominalen) Stämme verallgemeinert wurden. So bleibt puttā Nom. Pl.; der Abl. Sg. auf -ā wird kontaminiert mit dem ursprünglich -tas lautenden Adverbialsuffix (siehe Adverb, Suffix), das sich in den Prakrits über -to zu -do und -o entwickelt: Es entsteht die Endung -ādo oder -āo, so dass der Abl. Sg. schließlich puttādo oder puttāo lautet. Dieses neue Suffix -āo wird für alle vokalischen Stämme verallgemeinert und dringt auch in die Deklination der Pronomina ein.
Die Regel, dass am Wortende in den Prakrits kein Konsonant stehen kann, führte zum Verschwinden konsonantischer Stämme, die nur vor vokalischen Endungen noch als solche zu erkennen sind. Zum Beispiel erscheint Sanskrit Inst. Sg. (vom Stamm bhrātṛ) bhrātā im Maharashtri Inst. Sg. (von Nom. Sg. bhattā) als bhattuṇā, aber im Akk. Sg. bhattāraṃ bleibt das r erhalten.
Aus konsonantischen Stämmen wurden vokalische, und zwar entweder durch Anfügung eines Vokals oder durch Wegfall des Endkonsonanten. Bevorzugt wird eindeutig der Stamm auf -a, in den zum Beispiel viele Wörter der alten s-Stämme und die meisten Wörter der alten -n-Stämme (unter Wegfall des n) übergewechselt sind.
Der Dual existiert in den Prakrits nicht, seine Funktion wird vom Plural mitgetragen. Der Dativ findet sich äußerst selten, und seine Funktion wird vom Genitiv übernommen.